# 2008 aux Comores
Cet article présente les faits marquants de l'année 2008 aux Comores.

## Évènements
- Lundi 17 mars : au cours d’une Conférence de presse, le chef d’état-major de l’AND, a confirmé que les deux infiltrations de l’armée nationale à Anjouan constituent une étape couronnée de succès avant le déclenchement de l’opération « Démocratie-aux-Comores ».

- Mercredi 19 mars : crash d’un hélicoptère français à Anjouan dans la zone ou se trouve le colonel Mohamed Bacar.

- Jeudi 20 mars : les premières troupes mandatées par l'Union africaine pour renverser le colonel Mohamed Bacar ont commencé à se déployer sur l'île de Mohéli en prévision d'une attaque contre l'île d'Anjouan.

- Lundi 24 mars : plus d'un millier de soldats tanzaniens et soudanais sont prêts à un assaut contre l'île d'Anjouan en appui des quatre cents soldats comoriens dans le cadre de l'opération « Démocratie aux Comores ». La logistique est assurée par l'armée française.

- Mardi 25 mars : les troupes de l'Union des Comores, soutenue par l'Union Africaine et, à ce titre, épaulées par des troupes tanzaniennes et soudanaises, débarquent à Anjouan et prennent possession de l'île, après de brefs combats. L'objectif de cette opération, appelée "Démocratie aux Comores", est de mettre fin à la souveraineté auto-proclamée du Colonel Mohamed Bacar. Ce dernier avait pris la fuite et entre illégalement à Mayotte à M'Dzouadzia avec 23 autres personnes armées de poings et de fusils Kalachnikov où il a été arrêté par les gendarmes français sans résistance.

- Jeudi 27 mars : Mohamed Bacar est transféré sur l'île de la Réunion, en attendant que sa demande d'asile soit examinée par la France. La France étudie alors cette demande légalement recevable, bien qu'elle soutienne par ailleurs l'action du Président de l'Union des Comores Ahmed Abdallah Sambi à qui elle a apporté un appui logistique lors du débarquement sur les plages d'Anjouan (mise à disposition de moyens aériens pour les transports de troupes).

- Vendredi 28 mars : depuis Damas à la 20e session du Sommet de la Ligue des États Arabes le président Sem Ahmed Abdallah Mohamed Sambi demande l'extradition du colonel Mohamed Bacar ou à défaut qu’il soit envoyé là il n’y a pas de peine de mort, à Arusha ou à La Haye, mais qu’il soit jugé pour ses crimes.

- Samedi 29 mars : le président déchu sécessionniste, Mohamed Bacar, poursuivi notamment pour entrée illégale en France, a été relaxé samedi par le tribunal de Saint-Denis de la Réunion (France) mais a fait l'objet d'une mesure de rétention administrative. Le tribunal a déclaré nulle la procédure à l'encontre de Mohamed Bacar et de ses 23 hommes, qui étaient poursuivis pour « séjour sans titre, importation, port et transport d'armes prohibées », des faits passibles de cinq ans de détention maximum.

- Jeudi 15 mai : les secrétaires d'État français à la coopération et à l'Outre-Mer, Alain Joyandet et Yves Jégo, sont en visite à Moroni pour s'entretenir avec le président Ahmed Abdallah Sambi. Ils ont été reçus froidement par les députés et la population car de nombreux contentieux existent à commencer par l'île de Mayotte, restée française après le référendum de 1974.

- Jeudi 20 novembre 2008 : une embarcation d'émigrants qui naviguait vers l'île française de Mayotte a fait naufrage causant la mort de 4 personnes et faisant 17 disparus.